# Gong Lijiao
Gong Lijiao (en chino: 巩立姣, Luquan, 24 de enero de 1989) es una deportista china que compite en atletismo, especialista en la prueba de lanzamiento de peso.
Participó en cuatro Juegos Olímpicos de Verano, obteniendo tres medallas, bronce en Pekín 2008, plata en Londres 2012 y oro en Tokio 2020, y el cuarto lugar en Río de Janeiro 2016.
Ganó ocho medallas en el Campeonato Mundial de Atletismo entre los años 2009 y 2023, y dos medallas de bronce en el Campeonato Mundial de Atletismo en Pista Cubierta, en los años 2014 y 2018.

## Palmarés internacional
| Juegos Olímpicos                     | Juegos Olímpicos         | Juegos Olímpicos  | Juegos Olímpicos |
| Año                                  | Lugar                    | Medalla           | Prueba           |
| ------------------------------------ | ------------------------ | ----------------- | ---------------- |
| 2008                                 | Pekín (China)            | Medalla de bronce | Peso             |
| 2012                                 | Londres (Reino Unido)    | Medalla de plata  | Peso             |
| 2020                                 | Tokio (Japón)            | Medalla de oro    | Peso             |
| Campeonato Mundial                   |                          |                   |                  |
| Año                                  | Lugar                    | Medalla           | Prueba           |
| 2009                                 | Berlín (Alemania)        | Medalla de bronce | Peso             |
| 2011                                 | Daegu (Corea del Sur)    | Medalla de bronce | Peso             |
| 2013                                 | Moscú (Rusia)            | Medalla de bronce | Peso             |
| 2015                                 | Pekín (China)            | Medalla de plata  | Peso             |
| 2017                                 | Londres (Reino Unido)    | Medalla de oro    | Peso             |
| 2019                                 | Doha (Catar)             | Medalla de oro    | Peso             |
| 2022                                 | Eugene (Estados Unidos)  | Medalla de plata  | Peso             |
| 2023                                 | Budapest (Hungría)       | Medalla de bronce | Peso             |
| Campeonato Mundial en Pista Cubierta |                          |                   |                  |
| Año                                  | Lugar                    | Medalla           | Prueba           |
| 2014                                 | Sopot (Polonia)          | Medalla de bronce | Peso             |
| 2018                                 | Birmingham (Reino Unido) | Medalla de bronce | Peso             |